# Mezofytikum (paleobotanika)

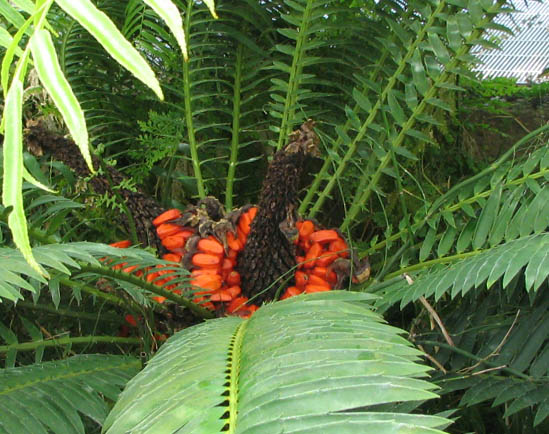
Píchoš Encephalartos lebomboensis, tř. cykasy

Mezofytikum je jedno ze čtyř období vývoje rostlinstva na planetě Zemi. Předchází mu paleofytikum a je následováno kenofytikem. Časově prvním obdobím vývoje rostlinstva je takzvané thalassiofytikum, což je počáteční etapa vývoje rostlin v moři, vznik rostlin na souši. Mezofytikum je charakteristické rozvojem nahosemenných rostlin, především jehličnanů, ginkgofyt a cykadofyt. Právě v porostech těchto rostlin žili dinosauři.
| Éra (živočichové) | Éra (rostliny)   | Perioda         |
| ----------------- | ---------------- | --------------- |
| kenozoikum        | kenofytikum      | kvartér         |
| kenozoikum        | kenofytikum      | neogén          |
| kenozoikum        | kenofytikum      | paleogén        |
| mesozoikum        | kenofytikum      | křída (svrchní) |
| mesozoikum        | kenofytikum      | křída (spodní)  |
| mesozoikum        | mezofytikum      |                 |
| mesozoikum        | jura             |                 |
| mesozoikum        | trias            |                 |
| paleozoikum       | perm             |                 |
| paleozoikum       | perm             | paleofytikum    |
| paleozoikum       | karbon           |                 |
| paleozoikum       | devon            |                 |
| paleozoikum       | silur            |                 |
| paleozoikum       | ordovik          |                 |
| paleozoikum       | thalassiofytikum |                 |
| paleozoikum       | kambrium         |                 |

Jeho počátek můžeme pozorovat v paleontologickém záznamu z období svrchního permu, kdy je znatelná proměna rostlinných skupin. V této době začínají nahosemenné rostliny převažovat nad dosud dominujícími rostlinami výtrusnými. Konec tohoto období nastává počátkem svrchní křídy, kdy na Zemi začínají dominovat krytosemenné rostliny.

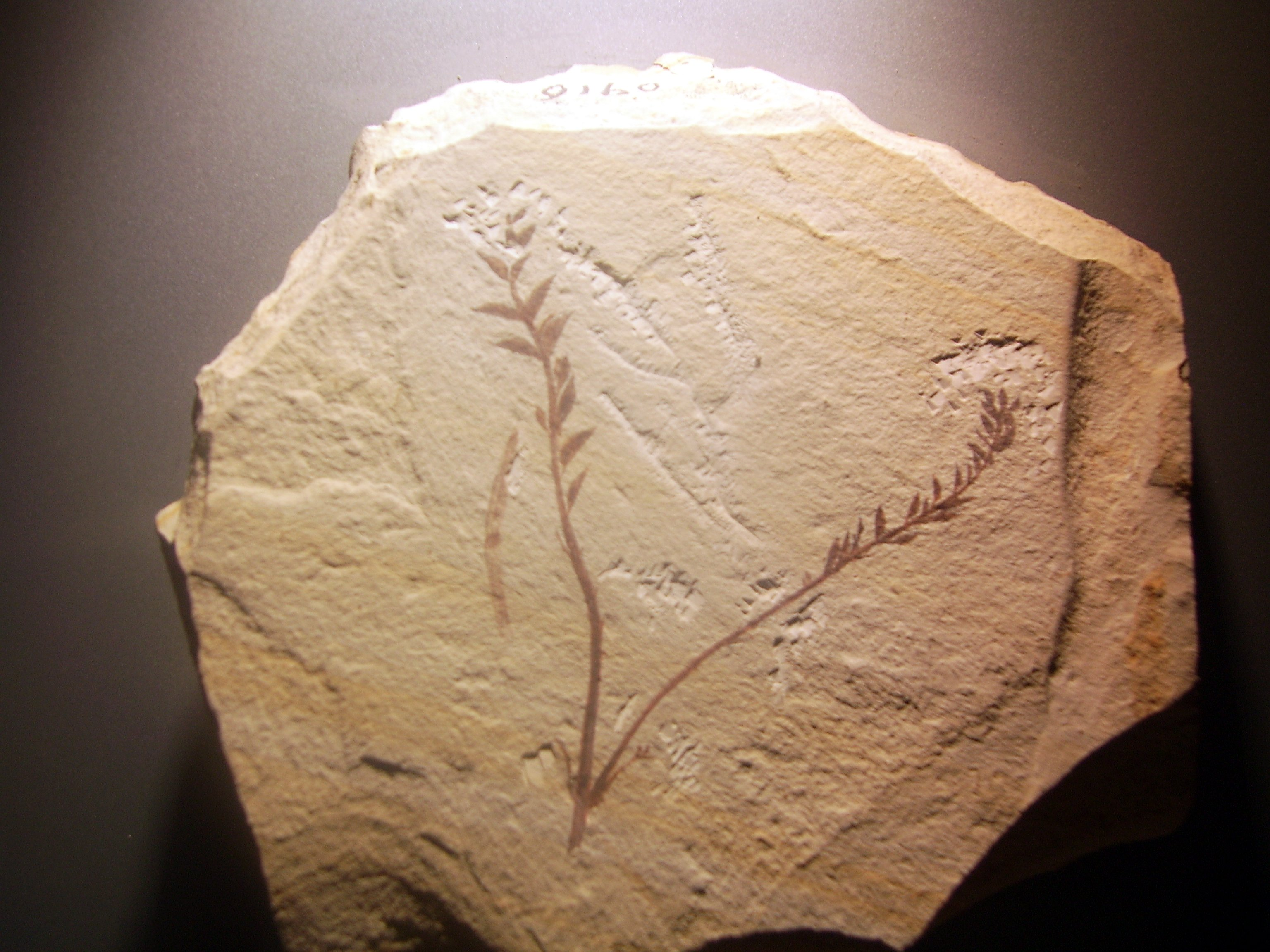
Archaefructus liaoningensis, fosilní rostlina ze spodní křídy.

Nicméně, již v období mezofytika se krytosemenné rostliny začaly objevovat. Jednu z nejstarší známých fosílii této skupiny představuje Montsechia vidalii. Její nejstarší pozůstatky pocházejí z období před 130 miliony let. U známější fosilní rostliny Archaefructus panují mezi vědci stálé neshody o jejím stáří a vlastním popisu květu/květenství.
Jednou z prvních nahosemenných rostlin je Elkinsia z období svrchního devonu. Již u starších fosilií však můžeme sledovat určité charakteristiky, typické pro tuto skupinu.
Nahosemenné rostliny se vyvinuly z prvosemenných rostlin ve dvou liniích:
a) mikrofylní (fyloid=list) – rostliny s úzkými, článkovanými listy – jehličnany, jinany
b) makrofylní – rostliny se zpeřenými listy – cykasy a lyginodendrové (kapraďosemenné) rostliny